# 庾峻
庾峻（3世紀—273年），字山甫，颍川郡鄢陵縣人（今河南省鄢陵县西北）。魏晋之际学者、散文家。西晋官員。太中大夫庾遁的儿子、侍中庾純之兄。

## 生平
庾峻年轻时勤学好思，颇有才气。曾从苏林问学，曹魏时为郡功曹，举计掾，州辟从事。太常郑袤举为博士。转任秘书丞。
当时重“老庄”之学，轻视儒学经史，他恐怕孔学颓衰，于是潜心钻研儒家经典，为魏帝曹髦解《尚书》疑文，庾峻解释难点，深加论述，对答悉详。长安有大案，久而不决，以庾峻为侍御史，去裁断，被朝野称道。当时风气败坏，庾峻上疏陈辞。不满时俗放荡浮华，不修名实，著论指责，主张“设官分职”,“量能授爵”,“名实双修”，反对浮华趋竞之风。
西晋时，赐爵关内侯，转任司空长史、秘书监、御史中丞，拜侍中，升任谏议大夫。泰始九年（273年）卒。常侍晋武帝讲《诗经》。
原有文集，已佚。《全上古三代秦汉三国六朝文》存其文二篇。

## 子女
- 庾珉
- 庾琮
- 庾敳
- 庾氏，嫁褚𬱟[1]

## 延伸阅读
[在维基数据编辑]
 《晉書·卷050》，出自房玄齡《晉書》